# Масае Сузуки
Масае Сузуки (јап. 鈴木 政江; 21. јануар 1957) бивша је јапанска фудбалерка.

## Репрезентација
За репрезентацију Јапана дебитовала је 1984. године. Са репрезентацијом Јапана наступала је на Светском првенству (1991). За тај тим одиграла је 45 утакмица.

## Статистика
| Јапан  | Јапан | Јапан |
| Год.   | Ута.  | Гол.  |
| ------ | ----- | ----- |
| 1984   | 1     | 0     |
| 1985   | 0     | 0     |
| 1986   | 13    | 0     |
| 1987   | 4     | 0     |
| 1988   | 3     | 0     |
| 1989   | 9     | 0     |
| 1990   | 5     | 0     |
| 1991   | 10    | 0     |
| Укупно | 45    | 0     |